# Benoît Gassongo
Benoît Gassongo est un évêque de la République du Congo, né en 1912, à Mbandza, près de Boundji et mort à Brazzaville, le 17 avril 1981.

## Biographie
Il peut être considéré comme l’un des premiers prêtres de la contrée Mbosi, avec Raphaël Ndangui, son confrère d’ordination. 

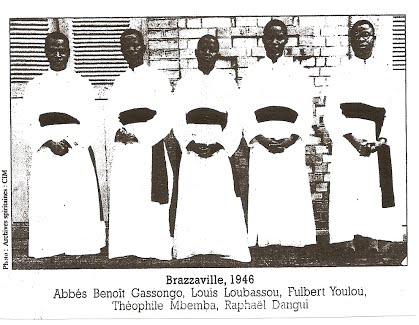
Brazzaville 1946: De gauche à droite: Ordination Abbés Benoit Gassongo, Louis Loubassou, Fulbert Youlou, Théophile Mbemba et Raphaël Dangui

Le 9 juin 1946, jour de la Pentecôte, Benoit Gassongo est ordonné prêtre en compagnie de Fulbert Youlou, Théophile Mbemba, , Raphael Ndangui et Louis Loubasssou, par Mgr Paul Biéchy, Cssp. 
Alors qu'il était évêque auxiliaire de Mgr Émile Élie Verhille, il est sacré évêque par le cardinal Grégoire-Pierre XV Agagianian, le 10 octobre 1965. Il succède à Mgr Émile Verhille à sa mort le 18 juin 1968, en tant qu'évêque résidentiel d'Owando (ex Fort-Rousset), en République du Congo. 
Après près de 17 ans de ministère épiscopal à Owando, il sera muté à Pointe-Noire. 
Le 17 avril 1981, Mgr Benoît Gassongo est retrouvé mort, dans des conditions non élucidées à ce jour, dans la villa «Les lianes», à Brazzaville, propriété du diocèse d'Owando, à côté de l'école Jean Kimbangui (ex-Chaminade primaire). Il avait 71 ans. Ses obsèques ont lieu le 23 avril 1981, en l'église Sainte-Marie de Ouenzé, le cinquième arrondissement de la ville-capitale,Brazzaville
Mgr Benoît Gassongo a aussi écrit les essais traitant des coutumes de l'ethnie mbochi :
- Conquête, résistance et terreur en Afrique équatoriale française : un passé colonial oublié du bassin de l'Alima-Nkeni, 190 p., Paris, L'Harmattan, 2017[3]
- Otwere. La judicature ancestrale chez les Mbochis, Les Lianes, Brazzaville, 1979, 39 p.[3]
- Etumba A Mbundze O Bele, manuscrit inédit, 74 p.